# Bertignolles
Bertignolles é uma comuna francesa na região administrativa de Grande Leste, no departamento de Aube. Estende-se por uma área de 6,19 km². Em 2010 a comuna tinha 52 habitantes (densidade: 8,4 hab./km²).